# Vicente Caruso
Vicente Caruso (São Carlos, 1912 — São Paulo, 1986) foi um pintor brasileiro. É famoso por ter adaptado o estilo pin-up norte-americano para a realidade brasileira (em especial à realidade paulista). Também é o autor de um famoso quadro de Cristo, o qual pode ser encontrado na casa de muitos brasileiros.